# یک مرد و یک زن
یک مرد و یک زن (به انگلیسی: A Man and a Woman) فیلمی ۱۰۲ دقیقه‌ای به کارگردانی کلود للوش با بازی آنوک امه و ژان-لویی ترنتینیان و محصول کشور فرانسه است که در سال ۱۹۶۶ اکران شد.

یک مرد و یک زن ششمین فیلم پرفروش سال ۱۹۶۶ در فرانسه بود. این فیلم برنده جایزه‌های متعددی از جمله نخل طلای جشنواره فیلم کن ۱۹۶۶، دو جایزه گلدن گلوب برای بهترین فیلم خارجی زبان و بهترین بازیگر زن برای آنوک امه و دو جایزه اسکار بهترین فیلم خارجی و بهترین فیلم‌نامه شد.
مرد و زنی به‌طور اتفاقی در بعد از ظهر یکشنبه ای با هم دیگر برخورد می‌کنند. به مرور که با یکدیگر بیشتر آشنا می‌شوند متوجه می‌شوند که هر دو، همسران خود را از دست داده‌اند. آنها با هم دوست شده و صمیمی می‌شوند، اما زن فاش می‌کند که نمی‌تواند به دلیل خاطرات همسر سابقش عاشق شود و…

## بازیگران
- آنوک امه
- ژان-لویی ترنتینیان
- پیر بارو
- والری لاگرانژ
- سوآد آمیدو

1. برنده نخل طلا، برنده جایزه OCIC از جشنواره کن
2. کاندیدای دستاورد برجسته کارگردانی در فیلم‌های سینمایی از جوایز انجمن کارگردانان آمریکا
3. برنده بهترین فیلم خارجی زبان، بهترین داستان و فیلم‌نامه نوشته شده مستقیماً برای پرده، کاندیدای کارگردانی، کاندیدای بازیگر زن (آنوک امه) از آکادمی اسکار
4. برنده بهترین فیلم خارجی زبان از جوایز روبان آبی
5. برنده بهترین فیلم (جایزه قطار طلایی)
6. رتبه چهارم بهترین اجرای دراماتیک زن (آنوک امه) از جوایز لورل
7. کاندیدای بهترین موسیقی متن اصلی – فیلم سینمایی (فرانسیس له) از جشنواره گلدن گلوب
8. کاندیدای بهترین فیلم خارجی زبان از جوایز حلقه منتقدان فیلم نیویورک
9. برنده بهترین کارگردان خارجی از سندیکای ملی روزنامه نگاران سینمایی ایتالیا
10. رتبه ششم بهترین فیلم خارجی از جوایز انجمن منتقدان فیلم ترکیه